# 布洛克 (矮人)

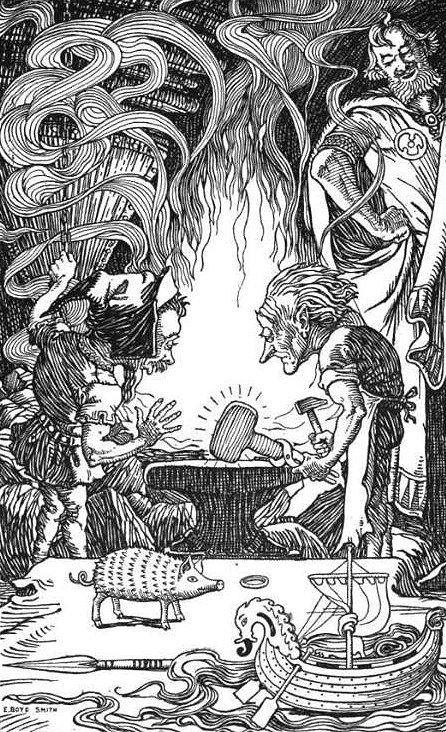
布洛克與其兄弟辛德里正在鍛造雷神之錘

布洛克是北欧神话中的一名矮人。 伊瓦尔迪的兒子们為希芙製作了假发、為弗雷造了一艘名為斯基德普拉特尼的船和為奥丁打造了名為冈格尼尔的槍後，洛基表示其他矮人无法像伊瓦尔迪的兒子们那樣弄出任何美丽或实用的东西。不過布洛克宣称，他的兄弟打造出來的東西比伊瓦尔第之子们打造出來的東西更美丽、更实用。